# Gian Nicola Berti
Gian Nicola Berti (9 agosto 1960) è un politico ed ex tiratore a volo sammarinese, capitano reggente (con Massimo Andrea Ugolini) per il semestre 1º aprile - 1º ottobre 2016, essendo succeduto a Nicola Renzi e a Lorella Stefanelli.

## Biografia
Laureato in giurisprudenza, svolge nella repubblica le professioni di avvocato e notaio. Sposato e padre di due figli, è figlio dell'ex capitano reggente Gian Luigi Berti e fratello del consigliere Maria Luisa Berti.
Dal 1º aprile al 1º ottobre 2016 è stato, insieme con Massimo Andrea Ugolini, capitano reggente di San Marino.

## Attività sportiva
Ha rappresentato San Marino alle olimpiadi di Seul del 1988, nella specialità trap dove ha ottenuto il 33º posto.
Ha vinto la prima medaglia della storia di San Marino ai Giochi del Mediterraneo, ottenendo un argento nella fossa olimpica a Latakia 1987. Ai Giochi dei piccoli stati d'Europa ha invece vinto due medaglie d'oro:  la prima nell'edizione di San Marino 1985 e la seconda nell'edizione Monaco 1987.
Vanta un sesto posto come miglior piazzamento in Coppa del Mondo (Osijek 1989), un tredicesimo posto ai Campionati mondiali di tido svoltisi a Suhll Germania nel 1986, un undicesimo posto agli Europei di Istanbul del .
È attualmente presidente della Federazione Sammarinese Tiro a volo.

## Attività politica
Si è candidato nelle liste di Noi Sammarinesi alle elezioni politiche del 2006, non risultando eletto nonostante le 202 preferenze. Nel 2008 ha invece ottenuto un seggio nel Consiglio grande e generale grazie alle 187 preferenze ottenute con la coalizione Lista delle Libertà (Noi Sammarinesi e Nuovo Partito Socialista). Viene nuovamente riconfermato nel 2012 con 322 preferenze nella lista Partito Democratico Cristiano Sammarinese-Noi Sammarinesi.
È attualmente membro della Commissione consiliare permanente Affari costituzionali ed istituzionali, pubblica amministrazione, affari interni, protezione civile, rapporti con le giunte di castello, giustizia, istruzione, cultura, beni culturali, università e ricerca scientifica e della commissione speciale sul fenomeno delle infiltrazioni della criminalità organizzata.
Il 16 marzo 2016 è stato eletto capitano reggente per il semestre 1º aprile-1º ottobre 2016 insieme a Massimo Andrea Ugolini.